# Muggsy Bogues
Tyrone Curtis "Muggsy" Bogues, född 9 januari 1965 i Baltimore, Maryland, är en amerikansk före detta basketspelare, som spelade 14 säsonger i NBA. Bogues är den kortaste spelaren genom tiderna att spela i NBA med sin längd på 1,60 meter.  Bogues spelade som point guard för fyra lag under sin 14 säsonger långa karriär i NBA. Trots att han är mest känd för sina tio säsonger med Charlotte Hornets, spelade han också för Washington Bullets, Golden State Warriors och Toronto Raptors. Bogues avslutade bland de sju bästa i assist sex säsonger i rad (1989–1995) och bland de tio bästa i bollstölder under tre av dessa säsonger. Han hade totalt 146 double-doubles under karriären i NBA. Efter sin NBA-karriär tjänstgjorde han som huvudtränare för det nu nedlagda damlaget Charlotte Sting i WNBA. Trots sin längd på endast 1,60 meter hade Bogues en överraskande defensiv förmåga. Han blockerade 39 skott under sin NBA-karriär, inklusive ett från 2,13 meter långa Patrick Ewing.

## Biografi
Bogues föddes i Baltimore, Maryland, och växte upp i bostadsområdet Lafayette Court. Hans mor var 1,50 meter lång och hans far var 1,65 meter lång. Han hade tre äldre syskon. Bogues barndom var problemfylld. Vid fem års ålder träffades han av hagelsplitter i sitt närområde och blev sjukhus liggande. Som barn bevittnade han en man bli ihjälslagen med en basebollträ, en syn som plågade honom in i vuxen ålder. När Bogues var 12 år gammal dömdes hans far till tjugo års fängelse för väpnat rån. Ungefär samtidigt började hans bror Chuckie använda hårda droger.
Förutom basket var Bogues en framstående brottare och basebollspelare under uppväxten. När han som barn spelade basket på lekplatser kallades han "Muggsy" efter en liten karaktär från The Bowery Boys.
Bogues började först på Southern High School i Baltimore och spelade basket där. Eftersom Bogues aspirerade på att bli tandtekniker bytte han till Dunbar High School i Baltimore som erbjöd hälsovårdsutbildning. På Dunbar coachades han av Bob Wade, senare huvudtränare vid University of Maryland. Han spelade tillsammans med framtida NBA-spelare som David Wingate, Reggie Williams och Reggie Lewis (de två sistnämnda var i samma examensklass). 
Dunbar Poets avslutade säsongen 1981–82 med 29–0 under Bogues juniorår och avslutade 1982–83 med 31–0 under hans sista år och rankades först i nationen av USA Today.
Bogues fick stipendium erbjudanden för att spela collegebasket från flera skolor, inklusive Virginia, Penn State och Seton Hall. 

## Lag
- Rhode Island Gulls (1987)
- Washington Bullets (1987–1988)
- Charlotte Hornets (1988–1997)
- Golden State Warriors (1997–1999)
- Toronto Raptors (1999–2001)